# Taliniella vinki
Espèce
Taliniella vinki est une espèce d'araignées aranéomorphes de la famille des Anapidae.

## Distribution
Cette espèce est endémique de l'île du Sud en Nouvelle-Zélande. Elle se rencontre dans le Canterbury sur le mont Thomas.

## Description
Le mâle holotype mesure 0,80 mm.

## Étymologie
Cette espèce est nommée en l'honneur de Cor J. Vink.

## Publication originale
- Rix & Harvey, 2010 : The spider family Micropholcommatidae (Arachnida, Araneae, Araneoidea): a relimitation and revision at the generic level. ZooKeys, vol. 36, p. 1-321 (texte intégral).